# Stictoleptura
Genre
Stictoleptura est un genre de coléoptères cérambycidés lepturiens.

## Description
Les espèces du genre Stictoleptura sont caractérisées par une taille moyenne (10-20 mm), un aspect relativement allongé, le pronotum avec une forte dépression collaire, et les élytres obliquement tronqués ou échancrés à leur extrémité.

La plupart des espèces ont des antennes avec onze articles, mais certaines espèces orientales -- Stictoleptura variicornis (Dalman, 1817), S. igai Tamanuki, 1942 -- ou américaines -- S. canadensis (Olivier, 1795) -- ont le dernier article plus ou moins divisé et donc elles ont douze articles.
Les larves ont typiquement sept urogomphes abdominaux.

## Biologie
Stictoleptura comprend aujourd'hui des espèces floricoles autant qu'arboricoles, mais on a fait l'hypothèse que le genre fut originellement seulement arboricole. 
Les adultes des espèces floricoles se rencontrent surtout sur les fleurs d'ombellifères, des chardons et des ronces et aussi bien que des arbres.

Les larves vivent aussi bien dans le bois des conifères (pin, épicéa, sapin, mélèze) que des feuillus (hêtre, bouleau, chêne),.

## Distribution
Le genre est largement répandu en Europe, Afrique du Nord, Îles Canaries, Asie tempérée jusqu'au Japon et Amérique du Nord,.

## Liste des espèces du genre
Ce genre comprend actuellement 19 espèces divisées en deux sous-genres. De plus, une espèce fossile de l'Éocène anglais (Stictoleptura bartoniana) a été récemment reconnue.

La différence entre ces sous-genres est limitée à la ponctuation élytrale, tandis que les différences au niveau de l'edeage sont plus évidentes,.
Sous-genre Stictoleptura Casey, 1924
- Stictoleptura cordigera (Fuesslin, 1775) Europe
  - Stictoleptura cordigera cordigera (Fuesslin, 1775) Europe
  - Stictoleptura cordigera illyrica (Müller, 1948)  Balkans (côté Adriatique)
  - Stictoleptura cordigera anojaensis (Sláma, 1982) Crète
- Stictoleptura erythroptera (Hagenbach, 1822) Europe
- Stictoleptura fontenayi (Mulsant, 1839) Europe et Afrique du Nord
- Stictoleptura hybrida
- Stictoleptura martini (Sláma, 1985) Crète
- Stictoleptura oblongomaculata (Buquet, 1840) Europe
- Stictoleptura rubra (Linné, 1758) Europe et Afrique du Nord
- Stictoleptura rufa (Brullé, 1832) Europe
- Stictoleptura gevneensis Özdikmen & Turgut, 2008 Turquie[6]
- Stictoleptura trisignata (Fairmaire, 1852) Europe
- Stictoleptura variicornis (Dalman, 1817) Europe Russie et Asie
- Stictoleptura tangeriana (Tournier, 1875) Afrique du Nord
- Stictoleptura palmi (Demelt, 1971) Îles Canaries
- Stictoleptura tripartita (Heyden, 1889) Asie mineure
- Stictoleptura deyrollei (Pic, 1895) Asie mineure
- Stictoleptura dichroa (Blanchard, 1871) Russie et Asie
- Stictoleptura igai (Tamanuki, 1942) Japon
- Stictoleptura canadensis (Olivier, 1795) Amérique du Nord
  - Stictoleptura canadensis canadensis (Olivier, 1795)
  - Stictoleptura canadensis arizonensis Linsley & Chemsak, 1976
  - Stictoleptura canadensis cribripennis (LeConte, 1859)

Sous-genre Melanoleptura Miroshnikov, 1998
- Stictoleptura scutellata (Fabricius, 1781)
  - Stictoleptura scutellata scutellata (Fabricius, 1781) Europe
  - Stictoleptura scutellata melas (Lucas, 1846)  Afrique du Nord
- †Stictoleptura bartoniana (Cockerell, 1922)

Selon Catalogue of Life (26 août 2014) :
- Stictoleptura antiqua
- Stictoleptura apicalis
- Stictoleptura bartoniana
- Stictoleptura benjamini
- Stictoleptura canadensis
- Stictoleptura cardinalis
- Stictoleptura cordigera
- Stictoleptura deyrollei
- Stictoleptura dichroa
- Stictoleptura erythroptera
- Stictoleptura excisipes
- Stictoleptura fontenayi
- Stictoleptura fulva
- Stictoleptura gevneensis
- Stictoleptura gladiatrix
- Stictoleptura heydeni
- Stictoleptura hybrida
- Stictoleptura igai
- Stictoleptura ivoroberti
- Stictoleptura maculicornis
- Stictoleptura nadezhdae
- Stictoleptura oblongomaculata
- Stictoleptura ondreji
- Stictoleptura otini
- Stictoleptura pallens
- Stictoleptura pallidipennis
- Stictoleptura palmi
- Stictoleptura picticornis
- Stictoleptura pyrrha
- Stictoleptura rubripennis
- Stictoleptura rufa
- Stictoleptura sambucicola
- Stictoleptura scutellata
- Stictoleptura simplonica
- Stictoleptura slamai
- Stictoleptura stragulata
- Stictoleptura tangeriana
- Stictoleptura tesserula
- Stictoleptura tonsa
- Stictoleptura tripartita
- Stictoleptura trisignata
- Stictoleptura ustulata
- Stictoleptura variicornis

Selon ITIS (26 août 2014) :
- Stictoleptura canadensis (Olivier, 1795)

Selon NCBI (26 août 2014) :
- Stictoleptura canadensis
- Stictoleptura scutellata
- Stictoleptura variicornis

Selon Paleobiology Database (26 août 2014) :
- Stictoleptura (Melanoleptura)